# 도상 (후한)
도상(度尙, 117년 ~ 166년)은 중국 후한 중기 ~ 후기의 군인이자 관료로, 자는 박평(博平)이며 산양군 호륙현(胡陸縣) 사람이다.

## 생애
그는 수많은 도적들을 토벌하였으며 그 공으로 우향후에 책봉되었다.
후에 형주자사에 임명되었으며 166년에 50세의 나이로 사망하였다.
그는 왕고(王考)ㆍ유유(劉儒)ㆍ호모반(胡母班)ㆍ진주(秦周)ㆍ번향(蕃向)ㆍ왕장(王章)ㆍ장막(張邈)과 함께 팔주(八廚)라고 불린다.